# Bethune (Carolina del Sur)
Bethune es un pueblo ubicado en el condado de Kershaw en el estado estadounidense de Carolina del Sur. El pueblo en el año 2000 tiene una población de 352 habitantes en una superficie de 8.6 km², con una densidad poblacional de 119.5 personas por km². 

## Geografía
Bethune se encuentra ubicado en las coordenadas 34°24′54″N 80°20′51″O / 34.41500, -80.34750. Según la Oficina del Censo, el pueblo tiene un área total de 2,9 km² (1,1 mi²), de la cual 2,9 km² (1,1 mi²) es tierra y 0 km² (0 mi²) (0.0%) es agua.

## Demografía
En el 2000 la renta per cápita promedia del hogar era de $32.083, y el ingreso promedio para una familia era de $40.972. El ingreso per cápita para la localidad era de $18.879. En 2000 los hombres tenían un ingreso per cápita de $37.250 contra $26.406 para las mujeres. Alrededor del 7.20% de la población estaba bajo el umbral de pobreza nacional. 